# 陸奥廣吉

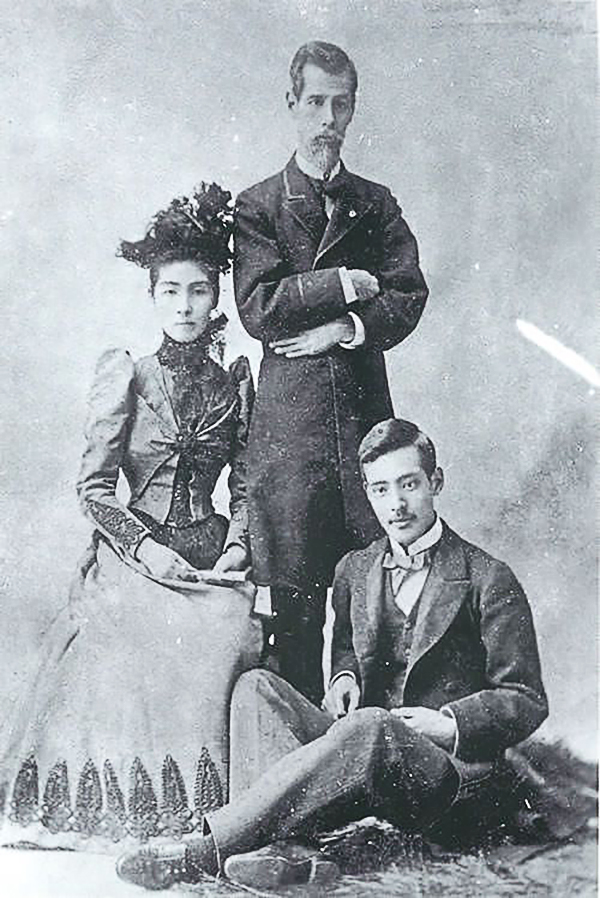
陸奥家の人々（父・宗光、父の後妻・亮子と）

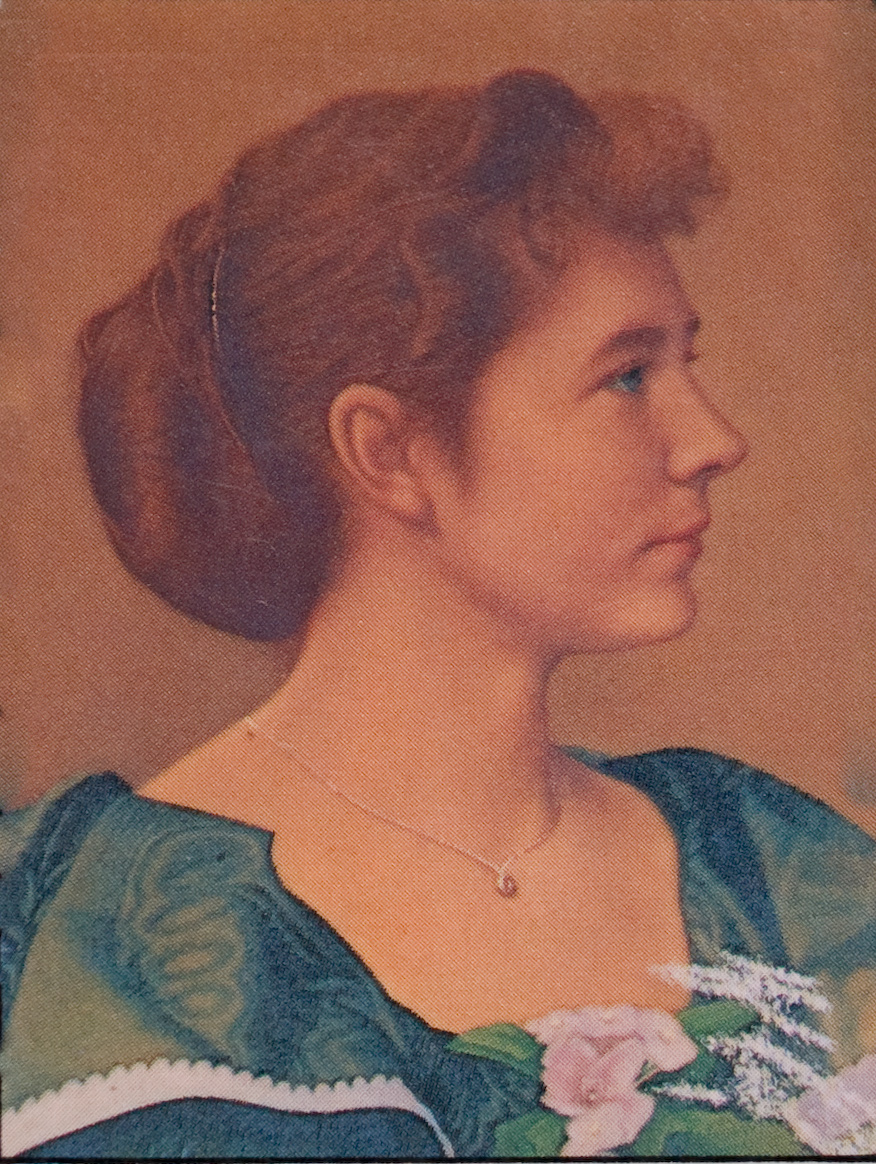
妻ガートルード・エセル・パッシングハム（陸奥イソ）

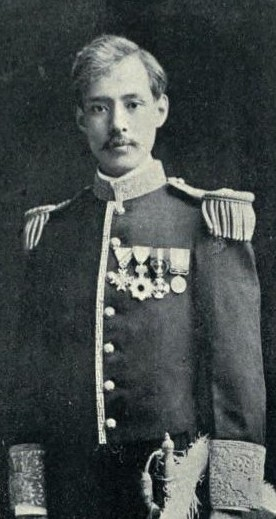
1910年頃

陸奥 廣吉（むつ ひろきち、1869年4月16日〈明治2年3月5日〉 - 1942年〈昭和17年〉11月19日）は、日本の華族、外交官、教育者。爵位は伯爵。駐ベルギー特命全権公使、鎌倉女学院校長。陸奥宗光の長男であり、次男・古河潤吉（古河市兵衛の養子）、長女・陸奥清子の兄に当たる。妻は陸奥イソ（ガートルード・エセル・パッシングハム）。陸奥イアン陽之助は長男。

## 略歴
大坂の紀州藩藩邸にて紀州藩士・陸奥宗光と元芸妓の妻・蓮子の長男として生まれる。紀州藩士の子弟は胆力を養うために刑場に連れていかれ、幼いころから斬首や他の処刑の現場を見るなどの教育を受けた。晩年のインタビュー「父陸奥宗光を語る」では、廣吉は、父親の外交官としての手腕を評して「『イエス』よりも多く『ノー』と云った。」と答えている。
中津藩の屋敷の中に塾舎があった慶應義塾に紀州藩がその費用を負担して、紀州藩出身者の寄宿のための「紀州塾」が設置されると、藩士の岡本柳之助や三宅米吉、鎌田栄吉らと上京して慶應義塾（現・慶應義塾大学）に入塾。明治38年（1905年）12月に慶應義塾特選塾員となる。明治20年（1887年）にイギリスに留学しケンブリッジ大学に入学、しかし、卒業はしていない。(1892年)6月11日の名誉学位の式典を卒業生席から見れていない。次いでロンドン法学院を卒業して法廷弁護士（バリスター）の称号を受けて明治27年（1893年）に帰国。その間、廣吉は父から送られた渡米資金を受け取りに長明治22年（1889年）の夏、父が公使をしていたアメリカで夏休みを過ごすことになり星亨を知る。渡英中にイギリス人女性のガートルード・エセル・パッシングハム（Gertrude Ethel Passingham、日本名はイソ）と交際し明治38年（1905年）に結婚。
明治28年（1895年）に外務省に入省し通訳官となる。明治30年（1897年）に父宗光が死去し、伯爵の爵位を襲爵。明治31年（1898年）サンフランシスコ領事として米国に赴任するが、病にかかる。駐英大使・小村寿太郎時代の在イギリス日本大使館一等書記官を経て、明治40年（1907年）駐英臨時代理大使となる。他、北京、ローマ、マルセイユなどに赴任。明治43年（1910年）に開催された日英博覧会に事務官として開催に尽力した。
日英博覧会の世話役という大役を果たした廣吉は明治43年（1910年）、日本に帰国。大正3年（1914年）、特命全権公使に進み、ベルギー駐在となったが、病気のためまもなく退官。当時、陸奥家の邸宅は東京府高輪にあったが、療養の地として大正元年（1912年）に鎌倉に転居。以後は、祖父の伊達千広の教育などに関する社会普及や弟の関係する古河財閥や古河家、古河鉱業の支援、史跡保存、風景美化などに尽力した。また大きな援助のもと、鎌倉女学校（のちの鎌倉女学院）を設立した。社会事業家として社団法人「鎌倉同人会」や「雨潤会」（若くして亡くなった弟・潤吉の遺贈金による）を発足させるなど文人として活動した。

## エピソード
エセルと結婚の約束をした後、京都や広島、神戸、東京などの遊郭に行っている。結婚して息子陸奥イアン陽之助に遊女に桃を届けさせている。

## 栄典
位階
- 1909年（明治42年）7月10日 - 正四位[7]
- 1913年（大正2年）10月20日 - 従三位[8]
- 1940年（昭和15年）12月2日 - 正二位[9]

勲章
- 1895年（明治28年）10月31日 - 勲六等単光旭日章[10]
- 1902年（明治35年）12月28日 - 勲五等瑞宝章[11]

外国勲章等佩用允許
- 1902年（明治35年）9月30日 - イタリア王国：王冠第四等勲章[12]

## 著書
- 『伯爵陸奥宗光遺稿』（岩波書店、1929年）